# Bílé Vánoce Lucie Bílé Živák
Bílé Vánoce Lucie Bílé Živák je koncertní album Lucie Bílé z každoroční šňůry vánočních koncertů. Spolu s Lucií Bílou si zde zazpíval i Jan Toužimský.

## Seznam písní
1. Vánoční expres [Winter Wonderland] (hudba Felix Bernard, český text Václav Kopta)
2. Slyš, andělé zpívají [Hark! The Herald Angels Sing] (hudba Felix Mendelssohn - Bartholdy, český text Radůza)
3. Nad Betlémem svítá [Hands] (hudba Jewel Kilcher a Patrick Leonard, český text Václav Kopta)
4. Tichá noc [Stille Nacht, heilige Nacht] (hudba F. X. Gruber, český text Václav Renč)
5. Být dítětem svítícím [Greensleeves] (hudba Traditional, text Pavel Vrba)
6. Šťastné svátky v ten den [The Christmas Song] (hudba Mel Tormé a Bob Wells, český text Pavel Vrba)
7. Tambor [Little Drummer Boy] (hudba Traditional, text Pavel Vrba)
8. Panis angelicus op. 12 (hudba César Franck, text sv. Tomáš Akvinský)
9. Purpura (hudba Jiří Šlitr, text Jiří Suchý) zpěv s Janem Toužimským
10. Slyšte, co vám říkám [Do You Hear What I Hear?] (hudba Gloria Shayne a Noël, český text Radůza)
11. Marie a svatá Anna (hudba a text Radůza)
12. Lední šou [Let It Snow! Let It Snow! Let It Snow!] (hudba Jule Styne a Sammy Cahn, český text Radůza)
13. Marie, zda víš [Mary, Did You Know] (hudba Buddy Greene, český text Radůza)
14. Ave Maria, op. 52 (hudba Franz Schubert, Liturgický text)
15. Slyš chór [Amazing Grace] (hudba Traditional, český text Zdeněk Borovec)
16. Desatero [Hallelujah] (hudba Leonard Cohen, český text Gabriela Osvaldová)
17. Rolničky [Jingle Bells] (hudba James Lord Pierpont, český text Vladimír Dvořák)

## Hudební aranžmá
- Petr Malásek – klavír, klávesy
- Martin Lehký – baskytara
- Josef Štěpánek – kytara
- František Kop – saxofon
- Pavel Zbořil – bicí
- Markéta Amerighi – sboristka
- Kateřina Augustinová – sboristka
- Karolína Otevřelová – sboristka
- Alena Průchová – sboristka
- Jaromír Holub – sborista
- David Holý – sborista